# Bharrat Jagdeo
Bharrat Jagdeo (Unity Village, 23 januari 1964) is een Guyanees politicus. Hij was van 11 augustus 1999 tot 3 december 2011 president van Guyana. 
Jagdeo is opgeleid als econoom. Hij studeerde onder andere aan de Universiteit van de Vriendschap der Volkeren in Moskou. 
Zijn politieke carrière begon in 1980 toen hij lid werd van de People's Progressive Party (PPP). In 1995 werd hij benoemd tot minister van Financiën. Nadat de vorige president Janet Jagan moest aftreden vanwege gezondheidsredenen, werd Jagdeo in augustus 1999 beëdigd als de nieuwe president. Hij werd opgevolgd door Donald Ramotar.